# Уэльский пони
Уэ́льский по́ни — группа из четырёх близкородственных пород лошадей, включающая пони и кобов[что?]. Зародилась в Уэльсе в Великобритании.
Четыре сектора в сообществе пород для уэльских пород отличаются, прежде всего, ростом, а также различиями в разновидностях:  
1. сектор A — самый маленький уэльский горный пони;
2. сектор B — чуть более высокий, но изысканный уэльский пони для верховой езды;
3. сектор C — популярный для детской верховой езды; маленький, коренастый уэльской пони типа коб;
4. сектор D — популярный для верховой езды и спортивной верховой езды и самый высокий, уэльский коб, на котором могут ездить взрослые.

Уэльские пони и кобы во всех секторах известны своим хорошим темпераментом, выносливостью и свободой в движении.
Изначально пони существовали в Уэльсе до 1600 г. до н.э., а кобы типа уэльских были известны еще в средние века. На них повлияла арабская лошадь, а также, возможно, чистокровная верховая лошадь и лошадь хакнэ. В 1901 году в Соединенном Королевстве была создана первая племенная книга для уэльских пород, а в 1907 году — в Соединённых Штатах. Интерес к породе снизился во время Великой депрессии, но возродился в 1950-х. На протяжении всей своей истории у уэльских пород было много сфер применений, в том числе в качестве кавалерийской лошади, шахтового пони и в качестве рабочего животного на фермах.     
Сегодня современные породы уэльских пони и коба используются во многих соревнованиях по конному спорту, включая шоу, прыжки и выездку, а также для прогулок и конного туризма. Менее многочисленные типы — популярные детские пони. Уэльские пони также хорошо скрещиваются со многими другими породами и повлияли на развитие многих британских и американских пород лошадей.

## История

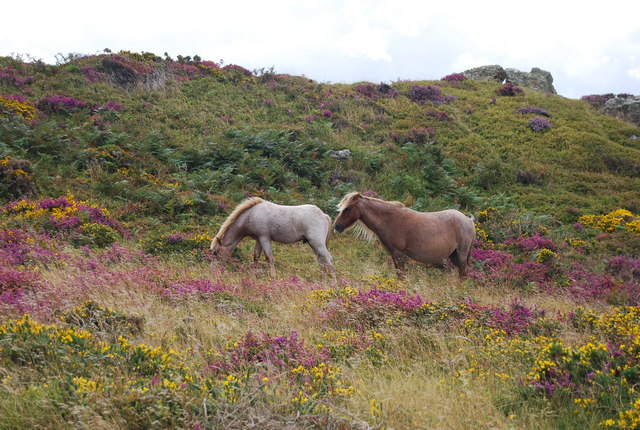
Полудикие уэльские пони в естественной среде обитания.

Существует множество упоминаний об уэльских пони в средневековой уэльской литературе. Исторические свидетельства говорят о том, что изначально пони существовал в Уэльсе до 1600 г. до н. э. Считается, что исторический уэльский горный пони произошёл от этого доисторического кельтского пони. Уэльские пони были в основном выведены в Уэльсе, а их предки существовали на Британских островах до прихода Римской империи. Стада пони бродили в полудиком состоянии, взбираясь на горы, прыгая по ущельям и бегая по пересечённой местности вересковой пустоши.   
Они превратились в выносливую породу из-за сурового климата, ограниченного жизненного пространства и скудной пищи в их родном ареале обитания. В какой-то момент своего развития к уэльским породам было добавлено немного арабской крови, хотя это не лишило их физических характеристик, которые делают породу уникальной. Судя по изящному внешнему виду современных уэльских пони, арабы оставили наиболее значительный след, к тому же известно, что при отступлении в 410 году н. э. римлянам пришлось оставить существенную часть своей конницы в Великобритании.
Уэльский коб существовал как тип ещё в средние века, и упоминания о таких животных можно найти в средневековой валлийской литературе. В течение этого времени они прославились своей скоростью, прыгучестью и грузоподъемностью. До введения крупных, холоднокровных тяжеловозных пород лошадей их использовали для сельскохозяйственных работ и лесозаготовки. В 1485 году уэльское народное ополчение, которое ездило верхом на местных животных, предположительно являвшимися предками современного уэльского коба, помогло Генри Тюдору занять английский трон. На протяжении XV века подобные маленькие лошади также использовались как универсальные лошади, а также в качестве боевых лошадей.       
Считается, что характеристики породы, известные сегодня, были установлены в конце XV века после возвращения крестоносцев в Англию с арабскими жеребцами с Ближнего Востока.
По описанию, это был конь «быстроногий, хороший прыгун, хороший пловец, способен нести значительный вес на своей спине». В 16 веке король Генрих VIII, стремясь улучшить породы лошадей, в частности боевых, приказал уничтожить всех жеребцов до 15 локтей (60 дюймов, 152 см) и всех кобыл до 13 локтей (52 дюйма, 132 см) в Законе о породах лошадей от 1535 года. Во время этой охоты удалось уцелеть лишь нескольким табунам уэльских пони, спрятавшихся на пустынных необитаемых землях, где преследователи их не нашли. Там низкорослые дикие лошади жили и размножались. Законы о масштабной выбраковке лошадей «ненадлежащего роста» были частично отменены указом королевы Елизаветы I в 1566 году на том основании, что бедные земли не могут поддерживать вес лошадей, требуемый Генри VIII из-за «своей низости ... [они] не способны разводить и порождать таких великих горных пород, как это предусмотрено в статуте 32 Генриха VIII, без риска их очернить и испортить», и (к счастью для будущего британских горных и болотных пород пони) многие пони в их естественной среде обитания, включая валлийские породы, таким образом избежали бойни.
На высокогорных фермах Уэльса уэльским пони и кобам часто приходилось делать всё: от перепахивания поля до перевозки фермера на рынок или его семьи на службы в воскресенье. Когда добыча угля стала важной для экономики Уэльса, многие уэльские пони были привлечены для работы в шахтах, над и под землёй.
В XVIII и XIX веках больше арабской крови было добавлено жеребцами, которых вывели на валлийских холмах. Также были добавлены другие породы, включая чистокровную верховую, хакнэ, норфолькского рысака и йоркширкскую каретную лошадь. До появления автомобиля самым быстрым видом транспорта в Уэльсе был уэльский коб. Торговцы, врачи и другие бизнесмены часто выбирали пони, чтобы рысью преодолеть 56 км от Кардиффа до Даулейса. Лучшие пони могли совершить этот подвиг менее чем за три часа, не нарушая аллюр. Официальное лицензирование племенного скота было введено в 1918 году, но до этого племенной скот выбирали с помощью таких испытаний рыси.
В 1901 году английские и валлийские заводчики создали ассоциацию заводчиков, Общество уэльских пони и кобов, а в 1902 году была опубликована первая племенная книга. Было решено, что уэльскую племенную книгу следует разбить на разделы, дифференцированные по типу и росту. Уэльские пони были первоначально классифицированы только как сектор А, но в 1931 году, с ростом спроса на верховые пони для детей был добавлен сектор B. В первых племенных книгах сектор B представлял собой уэльских пони типа коб, а уэльский коб представлял собой сектор C и сектор D. Максимальная высота для кобов сектора D была отменена в 1907 году, а в 1931 году секторы C и D были объединены в сектор C. Нынешние стандарты кобов, как секторов C и D, были доработаны в 1949 году. До середины XX века британское военное министерство считало уэльского коба настолько ценным, что платило премии лучшим жеребцам. После Второй мировой войны только три жеребца были зарегистрированы в секторе C, но с тех пор их количество восстановилось.
Небольшое полудикое стадо, насчитывающее около 120 животных, всё ещё бродит по горам Карнеддай в Сноудонии, Уэльс.
Уэльские пони были впервые завезены в Соединённые Штаты в 1880-х годах, затем большое количество было экспортировано между 1884 и 1910 годами. Они легко адаптировались к местности и климатическим изменениям, с которыми они сталкивались в Канаде и Соединённых Штатах. Американская ассоциация, также называемая Обществом уэльских пони и кобов, была основана в 1906 году, а к 1913 году было зарегистрировано 574 пони. Во время Великой депрессии интерес к породе снизился, но вернулся в 1950-е годы. Поголовье продолжало расти: в 1957 году, когда начали публиковаться ежегодные племенные книги, было зарегистрировано 2881 пони; к 2009 году это число превысило 34 000 голов. Все уэльские пони и кобы в Соединённых Штатах происходят от пони, зарегистрированных в британской племенной книге.

### Основные линии
Жеребец Dyoll Starlight был признан основателем современной породы и объединил в себе уэльскую и арабскую кровь. Из его линии появился влиятельный жеребец сектора B: Tan-y-Bwlch Berwyn. Этот жеребец восходит по родословной к берберийской породе и кобыле из линии Dyoll Starlight. Ниже будут перечислены влиятельные жеребцы на линиях крови С и D. Один из них — Trotting Comet, произошедший в 1840 году от длинной родословной рысистых лошадей. True Briton был рождён в 1930 году от отца-рысака арабской кобылой. Cymro Llwyd рождён в 1850 году рысистый кобылой от арабского жеребца. Alonzo the Brave, жеребец 1866 года рождения, чьё происхождение ведётся от породы хакнэ до Darley Arabian.

### Влияние
Уэльские пони хорошо скрещиваются со многими другими породами, и они оказали большое влияние на американского верхового пони и британского верхового пони. Многие из них также скрещиваются с чистокровными и другими породами лошадей. Уэльский пони способствовал основанию нескольких других пород лошадей и пони. Лошадь породы морган — одна из таких пород, частично произошедшая от уэльских кобов, оставленных британскими войсками после окончания американской войны за независимость. Их скрещивают с арабскими лошадьми, чтобы производить верховых лошадей, и с чистокровными лошадьми, чтобы производить прыгунов, лошадей для охоты и даже для торжеств. Уэльские кобылы также использовались, чтобы разводить пони поло, которые должны быть проворными и ловкими. Уэльский пони был использован для создания Welara, помеси уэльского и арабского коня, который был зарегистрирован в Америке как отдельная порода с 1981 года.

## Характеристики
Всё же, несмотря на скрещивания с представителями других пород, уэльские пони сохранили уникальные породные качества, они хорошо сочетаются с другими породами, а по наследству передаются лучшие качества, поэтому считаются среди заводчиков универсальными. Более того, считается, что кровь уэльского горного пони может улучшить любую другую кровь, с которой смешивается. Все сектора валлийских пони и кобов имеют маленькие головы с большими глазами, опущенными плечами, короткими спинами и сильными задними ногами. Передние ноги прямые, а кость короткая. Хвост высоко посажен. Порода допускает рост от 112 см для самых маленьких пони до более 163 см для самых высоких кобов. Они могут быть любой сплошной масти, но не пегими и не чубарыми. Вороная, серая, рыжая и гнедая масти являются наиболее распространёнными, но встречаются также буланая, соловая, пепельно-вороная и изабелловая. В британской терминологии мастей лошадей буланой масти часто называют саврасыми ("dun"), но настоящий ген Dun, дающий саврасую масть, крайне редок в уэльской породе. 
Движения этих лошадей смелые, свободные и характерно быстрые, особенно на рыси, с большим толчком, исходящим от скакательных суставов. Их рысь выглядит более выигрышно по сравнению с рысью американской стандартбредной лошади. Считается, что уэльские пони и кобы заслуживают доверия, обладают хорошим нравом и темпераментом, а также дружелюбным характером, при этом энергичны и известны своей выносливостью, здоровьем и высоким уровнем интеллекта.
Высота: 
- уэльский горный пони (сектор А) — 1,22 м.
- уэльский верховой пони (сектор В) и уэльский пони типа коб (сектор C) — 1,37 м.
- уэльский коб (сектор D) — более 1,37 м.

Нрав: уэльские пони умные, способные, обладают значительной выносливостью.
Использование: пони используются для катания верхом и, со значительным успехом, в детском конном спорте.